# Chaetopleurophora bohemanni
Chaetopleurophora bohemanni är en tvåvingeart som först beskrevs av Becker 1901.  Chaetopleurophora bohemanni ingår i släktet Chaetopleurophora, och familjen puckelflugor. Arten är reproducerande i Sverige.